# Wezwanie
Wezwanie (polonès La crida) és una pel·lícula de drama psicològic polonesa dirigida per Wojciech Solarz que mostra el procés de desintegració dels llaços tradicionals en la família d'un noi.

## Sinopsi
Un noi de granja passa els seus dies somiant i fent escultures de fusta. El seu germà és un investigador: estudia enginyeria agrícola, torna amb el diploma per casar-se amb la veïna bonica. El somiador posa les seves escultures al voltant, invocant la ira del seu pare i el ridícul dels camperols que el troben inútil. Durant les noces del germà, li clava els tòtems. S'insinua a la seva nova cunyada, però torna a les seves pròpies reverències. Al final, sent una trucada per treure un registre dels pantans, però durant la fugida s'enfonsa a la bassa.

## Repartiment
- Hanna Skarzanka 	... 	Jadwiga Zawadowa
- Boleslaw Plotnicki... 	Wojciech Zawada
- Olgierd Lukaszewicz... 	Stefek Zawada
- Irena Karel 	... 	Zoska, esposa de Staszek
- Zygmunt Malanowicz... 	Staszek Zawada
- Wojciech Pilarski 	... 	Julian
- Ryszard Kotys ... Edward

## Recepció
Fou exhibida com a part de la selecció oficial al Festival Internacional de Cinema de Sant Sebastià 1971.